# Duifzeekoet
De duifzeekoet (Cepphus columba) is een vogel uit de familie van alken (Alcidae).

## Verspreiding en leefgebied
Deze soort komt voor aan de noordelijke Pacifische kusten en telt vijf ondersoorten:
- C. c. snowi: Koerilen
- C. c. kaiurka: van de Komandorski-eilanden tot westelijk-centrale Aleoeten.
- C. c. columba: van noordoostelijk Siberië tot de Beringzee en westelijk Alaska.
- C. c. adiantus: van de centrale Aleoeten zuidelijk tot Washington.
- C. c. eureka: Oregon en Californië.

## Status
De grootte van de populatie is in 1993 geschat op 235 duizend vogels. Op de Rode lijst van de IUCN heeft deze soort de status niet bedreigd.